# Tuc des Letassi
El Tuc des Letassi és una muntanya de 2.176,5 metres que es troba al municipi de Vielha e Mijaran, a la comarca catalana de la Vall d'Aran.